# Susank
Susank és una població dels Estats Units a l'estat de Kansas. Segons el cens del 2000 tenia 57 habitants.

## Demografia
Segons el cens del 2000, Susank tenia 1057 habitants, 24 habitatges, i 16 famílies. La densitat de població era de 244,5 habitants/km².
Dels 24 habitatges en un 33,3% hi vivien nens de menys de 18 anys, en un 54,2% hi vivien parelles casades, en un 4,2% dones solteres, i en un 33,3% no eren unitats familiars. En el 29,2% dels habitatges hi vivien persones soles el 16,7% de les quals corresponia a persones de 65 anys o més que vivien soles. El nombre mitjà de persones vivint en cada habitatge era de 2,38 i el nombre mitjà de persones que vivien en cada família era de 2,88.
Per edats la població es repartia de la següent manera: un 24,6% tenia menys de 18 anys, un 14% entre 18 i 24, un 19,3% entre 25 i 44, un 33,3% de 45 a 60 i un 8,8% 65 anys o més.
L'edat mediana era de 40 anys. Per cada 100 dones de 18 o més anys hi havia 104,8 homes.
La renda mediana per habitatge era de 19.375 $ i la renda mediana per família de 18.125 $. Els homes tenien una renda mediana de 17.500 $ mentre que les dones 4.375 $. La renda per capita de la població era de 7.469 $. Entorn del 33,3% de les famílies i el 16,4% de la població estaven per davall del llindar de pobresa.

## Poblacions més properes
El següent diagrama mostra les poblacions més properes.